# أزمة كركوك (كتاب)
أزمة كركوك: السياسة الأثنية في النزاع والحلول التوافقية هو كتاب أكاديمي من تأليف ليام أندرسون وغاريث ستانسفيلد، نشرته مطبعة جامعة بنسلفانيا في عام 2009.

## محتوى
مدينة كركوك، عاصمة محافظة كركوك في العراق، هي موضوع هذه الدراسة الأكاديمية لأنه، بحسب المؤلفين، "ليس من قبيل المبالغة التأكيد على أن مستقبل العراق يتوقف على إيجاد حل لمشكلة كركوك". الوضع بطريقة مقبولة بشكل متبادل لجميع الأطراف". في حين أن كركوك في السنوات الأخيرة من الصراع العراقي لم تشهد حربًا واسعة النطاق في المدن الأخرى أو "عنفًا عرقيًا واسع النطاق"، أشار أحد المراجعين للكتاب إلى أنه "يوصف باستمرار بأنه برميل بارود".
يتقاسم الأكراد والعرب والتركمان هذه المدينة (مع المسيحيين كمجموعة رابعة، وإن كانت صغيرة)؛ يؤكد أندرسون وستانسفيلد أن احتياطيات النفط الغنية في المنطقة ليست (فقط) هي التي تغذي الصراع (وهي وجهة نظر يؤكدان أنها اختزالية)، ولكن أيضًا، والأهم من ذلك، الروايات المتنافسة حول التاريخ من السكان المتنافسين.
ينقسم الكتاب إلى أربعة أجزاء: تاريخ كركوك، والروايات التاريخية المتنافسة، والصراع على كركوك ما بعد 2003 وصعود وسقوط القوة الكردية، وأخيراً أسباب ونتائج الرفض الكردي لتفعيل المادة 140 من دستور العراق 2005.

## المؤلفون
- ليام أندرسون أستاذ في كلية الشؤون العامة والدولية بجامعة رايت ستيت.[5]
- غاريث ستانسفيلد أستاذ سياسة الشرق الأوسط في جامعة إكستر.[6]